# ミック・オーズリー
ミック・オーズリー（Mick Audsley, 1949年 - ）は、イギリスの編集技師。これまでに30作以上の映画・テレビの編集を務め、『危険な関係』で英国アカデミー賞編集賞にノミネートされる。

## 主なフィルモグラフィ
- My Way Home （1978年）
- News from Nowhere （1978年）
- ダンス・ウィズ・ア・ストレンジャー Dance with a Stranger （1985年）
- プリック・アップ Prick Up Your Ears （1987年）
- 危険な関係 Dangerous Liaisons （1988年）
- 靴をなくした天使 Hero （1992年）
- インタビュー・ウィズ・ヴァンパイア Interview with the Vampire: The Vampire Chronicles （1994年）
- スティーヴン・フリアーズのザ・ヴァン The Van （1996年）
- 悪魔のくちづけ The Serpent's Kiss （1997年）
- アベンジャーズ The Avengers （1998年
- コレリ大尉のマンドリン Captain Corelli's Mandolin （2001年）
- 堕天使のパスポート Dirty Pretty Things （2002年）
- モナリザ・スマイル Mona Lisa Smile （2003年）
- プルーフ・オブ・マイ・ライフ Proof （2005年）
- ハリー・ポッターと炎のゴブレット Harry Potter and the Goblet of Fire （2005年）
- コレラの時代の愛 Love in the Time of Cholera （2007年）
- キルショット Killshot （2008年）
- Dr.パルナサスの鏡 The Imaginarium of Doctor Parnassus （2009年）
- プリンス・オブ・ペルシャ/時間の砂 Prince of Persia: The Sands of Time （2010年）
- 噂のギャンブラー Lay the Favorite (2012)
- エベレスト 3D Everest （2015年）
- マリアンヌ Allied （2016年）
- オリエント急行殺人事件 Murder on the Orient Express （2017年）
- どん底作家の人生に幸あれ! The Personal History of David Copperfield （2019年）
- ピノキオ Pinocchio （2022年）